# Ондо
Ондо (фр. Andon) насеље је и општина у Француској у региону Прованса-Алпи-Азурна обала, у департману Приморски Алпи која припада префектури Грас.
По подацима из 2011. године у општини је живело 575 становника, а густина насељености је износила 10,59 становника/km². Општина се простире на површини од 54,3 km². Налази се на средњој надморској висини од 1200 метара (максималној 1.649 m, а минималној 911 m).

## Демографија
| 1962. | 1968. | 1975. | 1982. | 1990. | 1999. | 2011. |
| ----- | ----- | ----- | ----- | ----- | ----- | ----- |
| 335   | 341   | 444   | 249   | 300   | 341   | 575   |

График промене броја становника у току последњих година